# Каргинское общество
Ка́ргинское общество — сельское общество в составе Виницкой волости Лодейнопольского уезда Олонецкой губернии. Относилась ко второму стану уезда.

## Состав[1]
| №  | Населённый пункт                                               | Национальный состав (1873) | Расстояние до волостного правления в верстах | Всего жителей (1873) | Всего жителей (1905) |
| -- | -------------------------------------------------------------- | -------------------------- | -------------------------------------------- | -------------------- | -------------------- |
| 1  | Трофимовская (Кекозеро/Кескозеро, Заозерье или Иллюковая гора) | чудь                       | 30                                           | 93                   | 124                  |
| 2  | Лукинская I-я (Кекозеро/Кескозеро, Васькина гора)              | чудь                       | 30                                           | 39                   | 59                   |
| 3  | Ивановская (Кекозеро/Кескозеро, Якшинская, Ипатева гора)       | чудь                       | 30                                           | 37                   | 40                   |
| 4  | Платоновская (Кекозеро/Кескозеро, Ортюковая гора)              | чудь                       | 30                                           | 72                   | 83                   |
| 5  | Лукинская II-я (Кекозеро/Кескозеро, Заозерье или Митина гора)  | чудь                       | 30                                           | 30                   | 26                   |
| 6  | Сергеевская (Сергиевская, Каргинский погост)                   | чудь и русские             | 35                                           | 88                   | 116                  |
| 7  | Новая Оживка, Ожива (Семина гора)                              | чудь                       | 35                                           | 15                   | 27                   |
| 8  | Савинская (Семина, Семкина Гора)                               | чудь                       | 35                                           | 83                   | 99                   |
| 9  | Анхимовская (Шелина или Тимовская, Гилийно)                    | чудь                       | 33                                           | 99                   | 92                   |
| 10 | Габановская (Берег или "Рандале")                              | чудь                       | 33                                           | 24                   | 54                   |
| 11 | Перхинская (Остров или "Мягале", Гора)                         | чудь                       | 33                                           | 75                   | 83                   |
| 12 | Гришинская (Салма)                                             | чудь                       | 32                                           | 15                   | 12                   |
| 13 | Салма (Остров)                                                 | чудь                       | 32                                           | 43                   | 89                   |
| 14 | Федосеевская (Федосиевская, Федоровская или Заозерье, Гора)    | чудь                       | 31                                           | 49                   | 77                   |
| 15 | Митрушевская (Митрушинская, Остров)                            | чудь                       | ?                                            | 7                    | 0                    |

В Каргинском Погосте находилась школа (данные 1905) и православная церковь (1873). В Перхинской, по данным на 1873 – кожевенный завод. Кескозерский куст находился на Кескозере, остальные деревни — на озере Каргинском.
Всё население по состоянию на 1905 год — 812 человек, на 1873 — примерно 654.
В настоящее время территория общества относится к Лодейнопольскому району Ленинградской области.